# Unione Sportiva Arezzo 1940-1941
Questa pagina raccoglie le informazioni riguardanti l'Unione Sportiva Arezzo nelle competizioni ufficiali della stagione 1940-1941.

## Rosa
| N. |                   | Ruolo | Calciatore            |
| -- | ----------------- | ----- | --------------------- |
|    | Italia (bandiera) | D     | L. Arrigucci          |
|    | Italia (bandiera) | P     | Fernando Bonamartini  |
|    | Italia (bandiera) | C     | Geo Bortolini         |
|    | Italia (bandiera) | P     | Fernando Canali       |
|    | Italia (bandiera) | D     | Marcello Cangi        |
|    | Italia (bandiera) | D     | Fiore Cozzolino       |
|    | Italia (bandiera) | A     | Mario Crocini         |
|    | Italia (bandiera) | C     | Michele Di Salvatore  |
|    | Italia (bandiera) | A     | Zino Franci           |
|    | Italia (bandiera) | C     | Porfirio Gallorini    |
|    | Italia (bandiera) | A     | Leonardo Gambaro      |
|    | Italia (bandiera) | A     | Francesco Gambineresi |
|    | Italia (bandiera) | D     | D. Gelsomino          |

| N. |                   | Ruolo | Calciatore      |
| -- | ----------------- | ----- | --------------- |
|    | Italia (bandiera) | C     | A. Giuffanti    |
|    | Italia (bandiera) | A     | Federico Landi  |
|    | Italia (bandiera) | A     | M. Morandi      |
|    | Italia (bandiera) | C     | Silio Poli      |
|    | Italia (bandiera) | C     | Roberto Pucci   |
|    | Italia (bandiera) | P     | Ivo Sarri       |
|    | Italia (bandiera) | C     | Mario Semoli    |
|    | Italia (bandiera) | A     | Ubaldo Serni    |
|    | Italia (bandiera) | D     | P. Sinatti      |
|    | Italia (bandiera) | C     | S. Squarcialupi |
|    | Italia (bandiera) | D     | Ivan Tavanti    |
|    | Italia (bandiera) | D     | Renzo Turchi    |